# Diretmus argenteus
Diretmus argenteus is een straalvinnige vissensoort uit de familie van zilverkopvissen (Diretmidae). De wetenschappelijke naam van de soort is voor het eerst geldig gepubliceerd in 1864 door Johnson.